# Lulu Glaser
Pour les articles homonymes, voir Glaser.

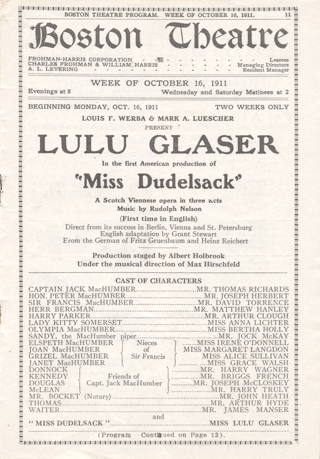

Lulu Glaser (née le 2 juin 1874 à Allegheny, Pennsylvania (en), North Side (Pittsburgh) (en); morte le 5 septembre 1958  à Weston) fut une chanteuse et une actrice américaine.

## Biographie
Populaire aux États-Unis pendant les années 1890, Lulu Glaser fut active jusqu'en 1917.
Lulu Glaser fut mariée à Ralph Herz et Thomas Richards.

## Filmographie partielle
- 1915 : How Molly Made Good (en)
- 1916 : Love's Pilgrimage to America

## Source de la traduction
- (en) Cet article est partiellement ou en totalité issu de l’article de Wikipédia en anglais intitulé « Lulu Glaser » (voir la liste des auteurs).